# Archibald Douglas, Earl of Moray

Wappen des Archibald Douglas, Earl of Moray

Archibald Douglas, Earl of Moray (* um 1426; † 1. Mai 1455 bei Arkinholm, Dumfriesshire) war ein schottischer Adliger.

## Leben
James entstammte der Schwarzen Linie des Clan Douglas und war der dritte Sohn des James Douglas, 7. Earl of Douglas, aus dessen zweiter Ehe mit Beatrice Sinclair, Tochter des Henry II. Sinclair, Jarl von Orkney. Er war der jüngere Zwillingsbruder des James Douglas, 9. Earl of Douglas.
Spätestens 1442 heiratete er Lady Elizabeth Dunbar († 1485), die jüngere der beiden Töchter des James Dunbar, 4. Earl of Moray († 1429). Nominal aus dem Recht seiner Gattin (iure uxoris) nahm er den Titel Earl of Moray an, nahm als solcher erstmals am 3. Juli 1445 seinen Sitz im schottischen Parlament ein, und nahm die wesentlichen Ländereien des Earldoms in Besitz. Damals hatte wohl die ältere Schwester seiner Gattin, Lady Janet Dunbar († nach 1494) bzw. deren Gatte James Crichton, der spätere 2. Lord Crichton, einen höherrangigen Erbanspruch auf den Earlstitel und Archibalds Annahme des Titels zeugt von der damals überwältigenden Machtstellung seiner Familie.
Bemühungen König Jakob II., die Macht der Schwarzen Familienlinie der Douglas zu begrenzen, eskalierten 1452 in der Ermordung seines Bruders William Douglas, 8. Earl of Douglas, durch den König. Archibald und seine Brüder rebellierten daraufhin offen gegen den König und siegten zunächst in einem Scharmützel beim Moss of Dunkinty gegen ein königstreues Heer unter dem Alexander Gordon, 1. Earl of Huntly vom Clan Gordon. Obwohl das Parlament zunächst keine Ächtung wegen Hochverrats (Bill of Attainder) gegen Archibald beschloss, erklärte der König seinen Titel und seine Ländereien als eingezogen und vergab den Titel und einen Teil der Ländereien am 18. Juli 1452 an dessen Schwager James Crichton, der allerdings im August 1454 starb. Die Rebellion wurde schließlich am 1. Mai 1455 in der Schlacht von Arkinholm von einem königstreuen Heer unter George Douglas, 4. Earl of Angus, aus der Roten Familienlinie der Douglas, niedergeschlagen. Archibald wurde in der Schlacht getötet. Posthum wurde am 12. Juni 1455 wegen Hochverrats vom Parlament geächtet, womit sein Titel verwirkt war und seine Ländereien offiziell an die Krone fielen.
Er hinterließ keine Kinder. Seine Witwe heiratete wenige Wochen nach seinem Tod in zweiter Ehe George Gordon, Master of Huntly, von dem sie 1460 geschieden wurde, bevor dieser 1470 2. Earl of Huntly wurde, und in dritter Ehe um 1462 Sir John Colquhoun of Luss.